# Перша англо-голландська війна
Перша англо-голландська війна, або Перша голландська війна (англ. First Anglo-Dutch War; нідерл. Eerste Engels-Nederlandse Oorlog) — перший конфлікт, який повністю відбувся на морі між військово-морськими флотами Англійської республіки та Республіки Об'єднаних провінцій Нідерландів в 1652—1654 роках. Значною мірою це було викликано суперечками щодо торгівлі, а англійські історики також наголошують на політичних питаннях. 
Війна почалася з нападів англійців на голландське торгове судноплавство, але розширилася до дій великого флоту. Хоча англійський флот виграв більшість цих битв, він контролював лише моря навколо Англії, а після тактичної перемоги англійців під Схевенінгеном, голландці використовували менші військові кораблі та каперів для захоплення численних англійських торгових кораблів. Тому до листопада 1653 року Олівер Кромвель був готовий укласти мир, за умови, що Дім Оранських був виключений з посади штатхолдера. Кромвель також намагався захистити англійську торгівлю від голландської конкуренції, створивши монополію на торгівлю між Англією та її колоніями. Це була перша з чотирьох англо-голландських воєн.

## Початок
У травні 1652 року, коли флот голландського адмірала Мартена Тромпа перетинав Ла-Манш, повз проходив англійський корабель, і він наказав своїм командирам не опускати прапора його нації (практика ідентифікації, яку Олівер Кромвель вимагав від усіх іноземних флотів у Північному морі та протоці Ла-Манш). У відповідь адмірал Роберт Блейк відкрив вогонь, розпочавши битву при Гудвін-Сендс біля Дувра, виграну англійцями.
Об'єднані провінції Нідерландів могли відповісти лише війною. За підтримки Данії вони провели ряд битв через Ла-Манш: Плімутську у серпні, битва при Кентіш-Нок в гирлі Темзи та битва при Дандженессі в грудні, яка призвела до поразки Блейка. Парламент, вважаючи, що війна виграна, направив основну частину флоту до Середземного моря.
Незважаючи на успіхи, Нідерланди були погано підготовлені до морської війни. Щоб ускладнити ситуацію, виникли політичні суперечки щодо курсу дій, яких слід дотримуватися: чи слід розширювати військовий флот Нідерландів чи слід надати пріоритет оборонним заходам проти можливого вторгнення на територію з моря?
Англійці виявилися сильнішими в битвах 1653 року, таких як битва при Портленді (три дні боїв) у березні, битва при Габбарді (або Північний Форленд) (12-13 червня 1653 року) і дороговартісна битва при Схевенінгені (або Тексель) у серпні, де обидва флоти зазнали серйозних пошкоджень. Тромп був убитий в останній битві, що збільшило кількість голландців, на думку яких потрібно було закінчити війну, незважаючи на перемогу в битві при Ліворно 14 березня 1653 року. Подібні настрої виникли в Англії після того, як Олівер Кромвель розпустив Великий парламент, що виступало на користь війни.

## Наслідки
Мирні переговори завершилися 5 квітня 1654 року підписанням Вестмінстерського договору, за яким голландці визнали Співдружність і прийняли Навігаційний акт. Данці були змушені відкрити вихід до Балтійського моря для Англії, а британцям вдалося укласти вигідні торгові угоди також зі Швецією, яка з Вестфальським миром завоювала гегемонію над Балтією. Через кілька місяців Португалія гарантувала, що англійські купці під час перебування в її портах будуть захищені від будь-якого втручання Священної інквізиції і забезпечила їм свободу торгівлі з усіма португальськими колоніями.
Таким чином Англія зайняла важливе місце серед європейських держав і навіть завоювала першість як морська держава.
Війна офіційно закінчилася, але комерційне суперництво між двома націями не було вирішено. Зокрема в колоніях (обидві мали великі заморські імперії) тривали бойові дії між торговими компаніями, які мали власні військові кораблі та війська.